# العلاقات المالديفية الكرواتية
العلاقات المالديفية الكرواتية هي العلاقات الثنائية التي تجمع بين المالديف وكرواتيا.

## مقارنة بين البلدين
هذه مقارنة عامة ومرجعية للدولتين:
| وجه المقارنة                                              | المالديف       | كرواتيا                                                  |
| --------------------------------------------------------- | -------------- | -------------------------------------------------------- |
| المساحة (كم2)                                             | 298            | 56.59 ألف                                                |
| عدد السكان (نسمة)                                         | 436.33 ألف     | 4.11 مليون                                               |
| الكثافة السكانية (ن./كم²)                                 | 146.42 ألف     | 72.63                                                    |
| العاصمة                                                   | ماليه          | زغرب                                                     |
| اللغة الرسمية                                             | اللغة الديفهي  | اللغة الكرواتية                                          |
| العملة                                                    | روفيه مالديفية | كونا كرواتية                                             |
| الناتج المحلي الإجمالي (بليون دولار)                      | 4.60 مليار     | 54.85 مليار                                              |
| الناتج المحلي الإجمالي (تعادل القوة الشرائية) بليون دولار | 5.23 مليار     | 94.64 مليار                                              |
| الناتج المحلي الإجمالي الاسمي للفرد دولار أمريكي          | 8.39 ألف       | 11.54 ألف                                                |
| الناتج المحلي الإجمالي للفرد دولار أمريكي                 | 12.53 ألف      | 21.64 ألف                                                |
| مؤشر التنمية البشرية                                      | 0.706          | 0.818                                                    |
| رمز المكالمات الدولي                                      | +960           | +385                                                     |
| رمز الإنترنت                                              | .mv            | .hr                                                      |
| المنطقة الزمنية                                           | ت ع م+05:00    | توقيت وسط أوروبا، ت ع م+01:00، ت ع م+02:00، أوروبا/زغرب ‏ |

## منظمات دولية مشتركة
يشترك البلدان في عضوية مجموعة من المنظمات الدولية، منها:
| علم المنظمة | اسم المنظمة                        | تاريخ انضمام المالديف | تاريخ انضمام كرواتيا |
| ----------- | ---------------------------------- | --------------------- | -------------------- |
|             | مؤسسة التنمية الدولية              | 13 يناير 1978         | 25 فبراير 1993       |
|             | يونسكو                             | 18 يوليو 1980         | 1 يونيو 1992         |
|             | وكالة ضمان الاستثمار متعدد الأطراف | 19 مايو 2005          | 19 مارس 1993         |
|             | الأمم المتحدة                      | 21 سبتمبر 1965        | 22 مايو 1992         |
|             | الاتحاد البريدي العالمي            | ?                     | ?                    |
|             | البنك الدولي للإنشاء والتعمير      | 13 يناير 1978         | 25 فبراير 1993       |
|             | الاتحاد الدولي للاتصالات           | 28 فبراير 1967        | 3 يونيو 1992         |
|             | منظمة حظر الأسلحة الكيميائية       | ?                     | ?                    |
|             | مؤسسة التمويل الدولية              | 2 فبراير 1983         | 25 فبراير 1993       |
|             | منظمة التجارة العالمية             | ?                     | ?                    |
|             | منظمة الشرطة الجنائية الدولية      | ?                     | ?                    |

## وصلات خارجية
- موقع وزارة الخارجية المالديفية
- موقع وزارة الخارجية الكرواتية